# Paul Erdös (grafician)
A nu se confunda cu matematicianul Paul Erdős sau cu filozoful Pàl Erdös (cunoscut Pavel Apostol)!
Paul Erdös (n. 2 noiembrie 1916, Hurezu Mare, județul Satu Mare – d. 17 noiembrie 1987) a fost un grafician român. 

## Distincții
- Ordinul Muncii clasa a III-a (30 decembrie 1957) „cu ocazia celei de a zecea aniversări a proclamării Republicii Populare Romîne și pentru merite deosebite în îndeplinirea sarcinilor date de Partidul Muncitoresc Romîn, pentru merite deosebite pe tărîmul construcției de stat, economice, sociale, culturale și obștești”[2]
- Ordinul Muncii clasa a III-a (12 august 1959) „pentru activitate rodnică în dezvoltarea științei și culturii din Republica Populară Romînă”[3]
- Premiul de Stat (1962)[4]
- titlul de Maestru Emerit al Artei din Republica Populară Romînă (18 august 1964) „pentru merite deosebite în activitatea desfășurată în domeniul teatrului, muzicii, artelor plastice și cinematografiei”[5]
- Ordinul „Steaua Republicii Populare Române” clasa a V-a (10 iulie 1965) „pentru merite deosebite în realizarea sarcinilor prevăzute în Directivele celui de al III-lea Congres al Partidului Muncitoresc Român”[6]
- Ordinul „Steaua Republicii Socialiste România” clasa a III-a (1971) „pentru merite deosebite în opera de construire a socialismului, cu prilejul aniversării a 50 de ani de la constituirea Partidului Comunist Român”[7]
- Ordinul „Meritul Cultural” clasa I (1976) „pentru merite deosebite în viața artistică și activitatea social-politică, cu prilejul împlinirii vîrstei de 60 de ani”[8]